# توماس دبليو. بينيت
توماس دبليو. بينيت (بالإنجليزية: Thomas W. Bennett)‏ هو ضابط ومحامي وسياسي أمريكي، ولد في 16 فبراير 1831 في مقاطعة يونيون في الولايات المتحدة، وتوفي في 2 فبراير 1893 في ريتشموند في الولايات المتحدة. حزبياً، نشط في الحزب الجمهوري. وقد انتخب Governor of the Territory of Idaho ‏ (ديسمبر 1871 – 4 ديسمبر 1875) وانتخب عضو مجلس ولاية إنديانا.